# Nazionale olimpica di calcio della Turchia
La nazionale olimpica turca di calcio è la rappresentativa calcistica della Turchia che rappresenta l'omonimo stato ai giochi olimpici.

## Statistiche dettagliate sui tornei internazionali
Nota bene: come previsto dai regolamenti FIFA, le partite terminate ai tiri di rigore dopo i tempi supplementari sono considerate pareggi.

### Giochi olimpici
| Anno | Luogo             | Piazzamento      | V | N | P | Gol  |
| ---- | ----------------- | ---------------- | - | - | - | ---- |
| 1952 | Helsinki          | Quarti di finale | 1 | 0 | 1 | 3:8  |
| 1956 | Melbourne         | Ritirata         | - | - | - | -    |
| 1960 | Roma              | Primo turno      | 0 | 1 | 2 | 3:10 |
| 1964 | Tokyo             | Non qualificata  | - | - | - | -    |
| 1968 | Città del Messico | Non qualificata  | - | - | - | -    |
| 1972 | Monaco di Baviera | Non qualificata  | - | - | - | -    |
| 1976 | Montréal          | Non qualificata  | - | - | - | -    |
| 1980 | Mosca             | Non qualificata  | - | - | - | -    |
| 1984 | Los Angeles       | Ritirata         | - | - | - | -    |
| 1988 | Seul              | Non qualificata  | - | - | - | -    |
| 1992 | Barcellona        | Non qualificata  | - | - | - | -    |
| 1996 | Atlanta           | Non qualificata  | - | - | - | -    |
| 2000 | Sydney            | Non qualificata  | - | - | - | -    |
| 2004 | Atene             | Non qualificata  | - | - | - | -    |
| 2008 | Pechino           | Non qualificata  | - | - | - | -    |
| 2012 | Londra            | Non qualificata  | - | - | - | -    |
| 2016 | Rio de Janeiro    | Non qualificata  | - | - | - | -    |
| 2020 | Tokyo             | Non qualificata  | - | - | - | -    |
| 2024 | Parigi            | Non qualificata  | - | - | - | -    |

## Tutte le rose

### Giochi olimpici
Calcio ai Giochi Olimpici Estivi 19521 Akın, 2 Bolatlı, 3 Yolaç, 4 Ertan, 5 Dirimlili, 6 Altan, 7 Candan, 8 Tokaç, 9 Bilge, 11 Çaka, 12 Büyükyıldırım, 13 Güder, 14 Çetinel, 15 Gürdal, 18 Şentürk, 20 Cömert, CT: Puppo
Calcio ai Giochi Olimpici Estivi 1960P Gökalp, P Küçükbay, D Canlısoy, D Çipiloğlu, D Taner, D Özyazıcı, C Doruk, C Ertan, C Kozan, C Tarhan, A Bayrak, A Köken, A Önüt, A Şensan, A Soydan, A Özaytaç, A Uygun, A Yalçınkaya, A Yıldız, CT: Görkey
NOTA: Per le informazioni sulle rose precedenti al 1952 visionare la pagina della Nazionale maggiore.